# Лукино (городской округ Клин)
Лукино́ — деревня в Клинском районе Московской области России.
Относится к сельскому поселению Петровское, до муниципальной реформы 2006 года относилась к Елгозинскому сельскому округу. Население — 4 чел. (2010).

## Население
| 1852 | 1859 | 1890 | 1926 | 2002 | 2006 | 2010 |
| ---- | ---- | ---- | ---- | ---- | ---- | ---- |
| 70   | ↘55  | ↗78  | ↗79  | ↘2   | →2   | ↗4   |

## География
Расположена в западной части района, вблизи автодороги Р107 Клин — Лотошино, примерно в 25 км к юго-западу от города Клина, на левом берегу небольшой речки Ольховки бассейна Иваньковского водохранилища. В деревне 3 улицы — Полевая, Раздольная 1-я и Раздольная 2-я. Ближайшие населённые пункты — деревни Новиково и Спецово.

## Исторические сведения
В «Списке населённых мест» 1862 года Лукино — владельческая деревня 1-го стана Клинского уезда Московской губернии по правую сторону Волоколамского тракта, в 32 верстах от уездного города, при колодцах, с 8 дворами и 55 жителями (25 мужчин, 30 женщин).
По данным на 1890 год входила в состав Петровской волости Клинского уезда, в деревне располагалось земское училище, число душ составляло 78 человек.
В 1913 году — 9 дворов.
По материалам Всесоюзной переписи населения 1926 года — деревня Новиковского сельсовета Петровской волости, проживало 79 жителей (33 мужчины, 46 женщин), насчитывалось 15 крестьянских хозяйств.
С 1929 года — населённый пункт в составе Клинского района Московской области.